# I Have a Right
I Have a Right è il primo singolo estratto dall'album Stones Grow Her Name e dodicesimo del gruppo musicale finlandese Sonata Arctica, pubblicato dalla Nuclear Blast il 18 aprile 2012.

## Tracce
Testi e musiche di Tony Kakko.
1. I Have a Right (Radio Edit) – 3:52
2. I Have a Right – 4:48

## Formazione
- Tony Kakko - voce/tastiera
- Elias Viljanen - chitarra
- Henrik Klingenberg - tastiera
- Tommy Portimo - batteria
- Marko Paasikoski - basso